# Episema trimaculata
Episema trimaculata är en fjärilsart som beskrevs av Ignaz Schiffermüller 1776. Episema trimaculata ingår i släktet Episema och familjen nattflyn. Inga underarter finns listade i Catalogue of Life.